# Pas de pitié pour les salopards
Pour plus de détails, voir Fiche technique et Distribution.
Pas de pitié pour les salopards (titre original : Al di là della legge) est un film italien réalisé par Giorgio Stegani, sorti en 1968.

## Synopsis
Trois bandits organisent le vol de la paie des ouvriers d’une petite ville minière. La combine ayant réussi, ses auteurs envisagent immédiatement de subtiliser la même somme lors d’un deuxième coup. Tout se déroulerait comme prévu si une autre bande de malfrats ne s’était pas mis la même idée en tête...

## Fiche technique
- Titre : Pas de pitié pour les salopards
- Titre original : Al di là della legge (litt. Au-dessus de la Loi)
- Titre anglais : Beyond The Law
- Réalisation : Giorgio Stegani
- Scénario : Lorenzo Sabatini, Mino Roli, Giorgio Stegani, Fernando Di Leo et Inge Hilger
- Production : Enrico Chroscicki et Alfonso Sansone
- Musique : Riz Ortolani
- Photographie : Enzo Serafin
- Montage : Edith Schuman et Sergio Montanari
- Costumes : Maria Baroni
- Pays de production : Italie
- Format : Couleurs - Mono
- Genre : Western spaghetti
- Durée : 90 minutes
- Date de sortie : 1968

## Distribution
- Lee Van Cleef (VF : Jean-François Laley) : Billy Joe Cudlip
- Antonio Sabàto (VF : Philippe Ogouz) : Ben Novack
- Gordon Mitchell (VF : Michel Gatineau) : Burton
- Lionel Stander : le "prédicateur"
- Al Hoosman (VF : Bachir Touré) : l'associé du "prédicateur" (non crédité)
- Bud Spencer (VF : Jean Berger) : James Cooper
- Graziella Granata (VF : Michèle André) : Sally Davis
- Herbert Fux (VF : Pascal Mazzotti) : Eustaccio / Denholm
- Carlo Gaddi (VF : Henry Djanik) : un bandit
- Enzo Fiermonte (VF : Michel Gudin) : 	le Sherif John Ferguson
- Hans Elwenspoek(VF : Albert  de Médina) : le père de Sally
- Adriana Facchetti (VF : Joëlle Janin) : la réceptionniste de l'hôtel
- Romano Puppo (VF : René Bériard) : Ross
- Günther Stoll (VF : Claude Bertrand) : le bras droit de Burton
- Valentina Arrigoni : Lola
- Nino Nini (VF : Jean Berton) : le vieil homme dans la diligence
- Salvatore Billa : un bandit

## À noter
- Le personnage joué par Lee Van Cleef est-il ou non analphabète ? Deux scènes semblent se contredire : lors de la signature du registre de l'hôtel il signe d'une croix maladroite, mais plus tard il rectifie la pose de son complice "le prédicateur" qui tenait sa Bible à l'envers. Cela pourrait être un marqueur de l'évolution du personnage, de malfrat à homme de loi, bien qu'il semble improbable qu'il ait appris à lire en si peu de temps (quelques jours seulement semblent séparer les deux scènes).

- Le film possède deux doublages. Le premier pour une sortie cinéma, amputé de 20 minutes et disponible sur le DVD du film, le second pour une ressortie en VHS - trouvable dans une collection Bud Spencer et Terence Hill - réalisé par la société G.K et qui est cette fois amputé de 4 minutes. Ce redoublage a vraisemblablement été réalisé à la fin des années 80 ou au début des années 90 et n'a plus été exploité depuis.